# Realtidsoperativsystem
Et realtidsoperativsystem, realtidsstyresystem - eller mindre kendt sandtidsoperativsystem eller sandtidsstyresystem (RTOS) er et styresystem (OS) beregnet til at servicere sand tid applikationsforespørgsler. Et realtidsstyresystem skal kunne processere data som de kommer ind, typisk uden buffer forsinkelse. Processeringstidskrav (inklusive enhver OS forsinkelse) bliver målt i tiendedele sekunder eller kortere.
| Operativsystem | Spire Denne artikel relateret til styresystemer er en spire som bør udbygges. Du er velkommen til at hjælpe Wikipedia ved at udvide den. |